# 安養寺 (新宿区神楽坂)
安養寺（あんようじ）は、東京都新宿区にある天台宗の寺院。

## 歴史
天台宗東京教区によれば、平安時代初期、慈覚大師円仁によって開山されたという。一方『牛込区史』によれば、年代も開山も開基も不明としている。
1591年（天正19年）、徳川家康の江戸城拡張工事に伴い移転、1683年（天和3年）に現在地に移転した。
当寺の通称「神楽坂聖天」の由来となった歓喜天像は、第234世天台座主大椙覚宝が拝した由緒正しい歓喜天といわれている。

## 交通アクセス
- 神楽坂駅1a出口より徒歩4分（経路案内）。
- 牛込神楽坂駅A2出口より徒歩4分（経路案内）。